# Mehmed Janjoš
Mehmed Janjoš conocido en algunos medios españoles como Memed Janos (Sarajevo, República Federal Popular de Yugoslavia, 5 de agosto de 1957) es un exfutbolista y entrenador bosnio. Jugó de centrocampista en el FK Sarajevo yugoslavo y en el Hércules Club de Fútbol en Primera división de España.

## Trayectoria
Janjos fue un hombre de club, salvo una pequeña incursión en el Hércules Club de Fútbol de Alicante, fue un jugador insignia en el Sarajevo. En la temporada 1984/85 ganó el título de la competitiva liga de Yugoslavia, Janjos jugó 32 encuentros y anotó un gol.
Llegó al Hércules el 13 de marzo de 1986, en el mercado de invierno, como refuerzo urgente para enderezar el rumbo del Hércules en la liga tras acusar la baja de Mario Kempes que era pieza clave en el equipo. El Hércules que buscaba en el mercado un centrocampista de garantías, a través del representante Roberto Dale se fijó en Janos por sus 10 años de titularidad en el Sarajevo donde era el capitán, además poseía 28 años, justo la edad mínima permitida por Yugoslavia para la libertad de sus deportistas para negociar con equipos extranjeros. Pero mientras que su pase internacional tardó algo en llegar a Alicante, y que se lesionó de gravedad en abril, nada más que jugó 4 encuentros en Primera división, finalmente el Hércules descendió. En la temporada 1986/87 sólo jugó un encuentro en Segunda división y finiquitó su contrato en octubre de 1986. Regresó al Sarajevo donde jugó dos temporadas más hasta su retirada.
Como entrenador dirigió al Sarajevo en la temporada 1997/98, con el que ganó la Copa de Bosnia y Herzegovina y estuvo cerca de ser coronado campeón de liga. En 1999 fue el segundo entrenador de Faruk Hadzibegic en la selección bosnia en la Clasificación para la Eurocopa 2000.

## Clubes

### Como jugador
| Club           | País       | Año       |
| -------------- | ---------- | --------- |
| FK Sarajevo    | Yugoslavia | 1977-1986 |
| Hércules C. F. | España     | 1986      |
| FK Sarajevo    | Yugoslavia | 1986-1988 |

### Como entrenador
| Club                                          | País                 | Año       |
| --------------------------------------------- | -------------------- | --------- |
| FK Sarajevo                                   | Bosnia y Herzegovina | 1997-1998 |
| 2º entrenador Selección de Bosnia-Herzegovina | Bosnia y Herzegovina | 1999      |
| NK Jedinstvo Bihać                            | Bosnia y Herzegovina | 2008-2009 |
| FK Sarajevo                                   | Bosnia y Herzegovina | 2009-2010 |
| FK Olimpik Sarajevo                           | Bosnia y Herzegovina | 2010-2011 |
| FK Sarajevo                                   | Bosnia y Herzegovina | 2016-     |